# Хорњи Расњице
Хорњи Расњице (чеш. Horní Řasnice) је насељено мјесто са административним статусом сеоске општине (чеш. obec) у округу Либерец, у Либеречком крају, Чешка Република.

## Становништво
Према подацима о броју становника из 2014. године насеље је имало 237 становника.